# Curtil-sous-Buffières
Curtil-sous-Buffières ist eine französische Gemeinde mit 93 Einwohnern (Stand: 1. Januar 2022) im Département Saône-et-Loire in der Region Bourgogne-Franche-Comté (vor 2016 Bourgogne). Die Gemeinde gehört zum Arrondissement Mâcon und zum Kanton Cluny.

## Geografie
Curtil-sous-Buffières liegt etwa 24 Kilometer westnordwestlich von Mâcon und etwa 42 Kilometer südsüdwestlich von Chalon-sur-Saône.
Nachbargemeinden von Curtil-sous-Buffières sind Buffières im Norden und Nordosten, Bergesserin im Osten, La Chapelle-du-Mont-de-France im Süden, Trivy im Westen und Südwesten sowie Sivignon im Nordwesten.

## Bevölkerungsentwicklung
| Jahr                      | 1962 | 1968 | 1975 | 1982 | 1990 | 1999 | 2006 | 2011 | 2016 |
| Einwohner                 | 130  | 104  | 100  | 78   | 73   | 79   | 78   | 78   | 88   |
| Quelle: Cassini und INSEE |      |      |      |      |      |      |      |      |      |

## Sehenswürdigkeiten
- Kirche
- Schloss